# Allen Township (Darke County, Ohio)
Allen Township ist eines von 20 Townships des Darke Countys im US-Bundesstaat Ohio. Nach der Volkszählung im Jahr 2020 waren hier 1008 Einwohner registriert.

## Geografie
Allen Township liegt im Nordwesten des Darke Countys im Westen von Ohio und grenzt im Uhrzeigersinn an die Townships: Granville Township im Mercer County, Wabash Township, York Township, Brown Township, Jackson Township, Mississinawa Township und Gibson Township (Mercer County).

## Verwaltung
Das Township wird durch ein Board of Trustees, bestehend aus drei gewählten Mitgliedern, verwaltet. Zwei Personen werden jeweils im Jahr nach der Präsidentschaftswahl gewählt und eine jeweils im Jahr davor. Die Amtszeit dauert in der Regel vier Jahre und beginnt jeweils am 1. Januar. Daneben gibt es noch einen Township Clerk (zuständig für Finanzen und Budget), der ebenfalls im Jahr vor der Präsidentschaftswahl auf eine vierjährige Amtszeit gewählt wird. Dessen Amtszeit beginnt jeweils am 1. April.

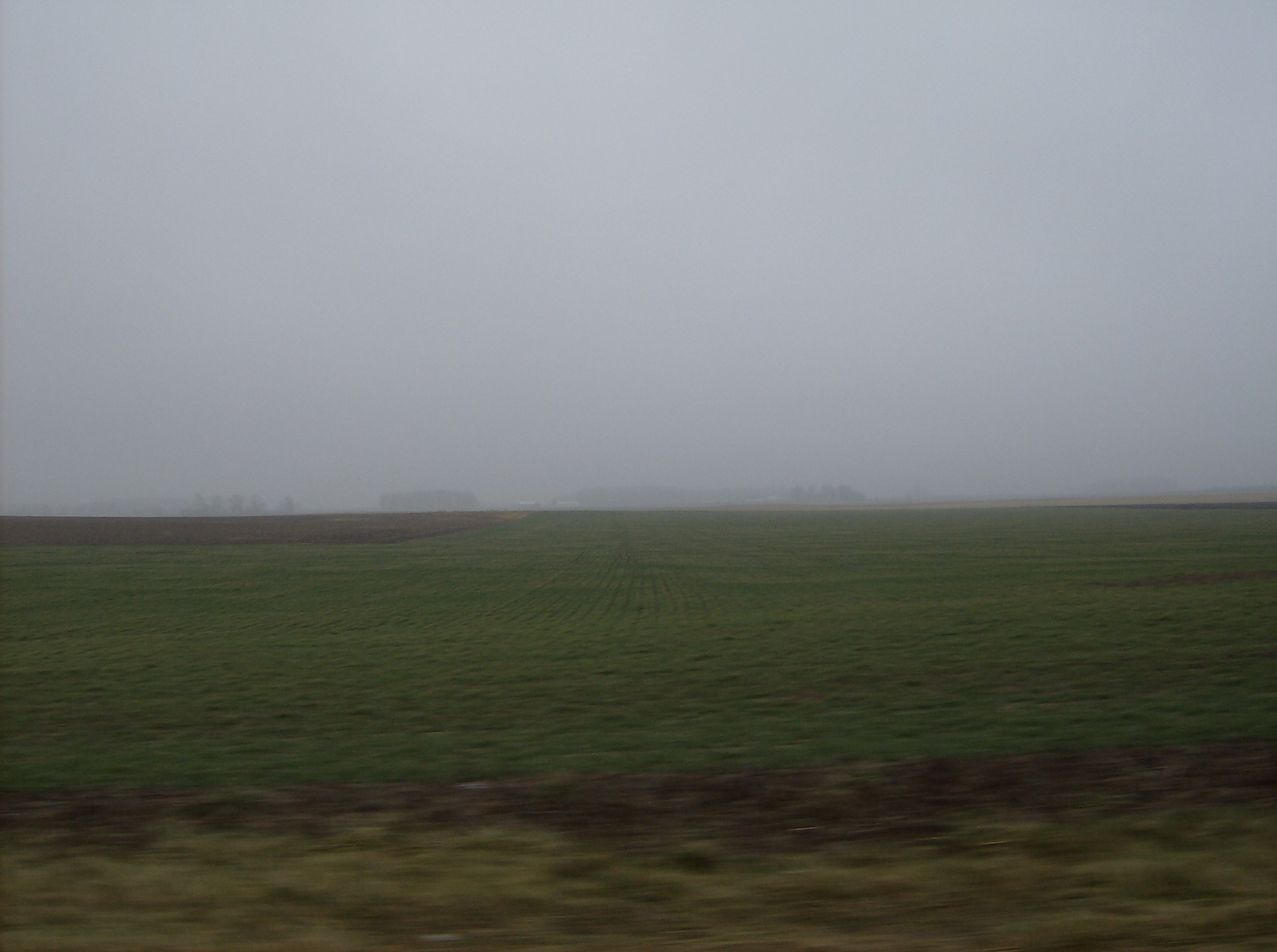
Typische Landschaft im Allen Township entlang der State Route 705